# Zita Ornella Biami
Zita Ornella Biami (30 de agosto de 1999) es una deportista camerunesa que compite en judo. Ganó dos medallas en los Juegos Panafricanos de 2023 y dos medallas en el Campeonato Africano de Judo, en los años 2022 y 2025.

## Palmarés internacional
| Juegos Panafricanos | Juegos Panafricanos      | Juegos Panafricanos | Juegos Panafricanos |
| Año                 | Lugar                    | Medalla             | Categoría           |
| ------------------- | ------------------------ | ------------------- | ------------------- |
| 2023                | Acra (Ghana)             | Medalla de plata    | –70 kg              |
| 2023                | Acra (Ghana)             | Medalla de bronce   | Equipo mixto        |
| Campeonato Africano |                          |                     |                     |
| Año                 | Lugar                    | Medalla             | Categoría           |
| 2022                | Orán (Argelia)           | Medalla de bronce   | –70 kg              |
| 2025                | Abiyán (Costa de Marfil) | Medalla de plata    | –70 kg              |